# Gazette littéraire de Berlin
Die Gazette littéraire de Berlin war eine in Berlin wöchentlich montags auf Französisch erscheinende Zeitschrift. Sie wurde 1764 von dem französischen Schriftsteller Joseph Du Fresne de Francheville gegründet (Drucker → Georg Jacob Decker) und hatte eine doppelte Funktion: Über das literarische Leben in Preußen zu berichten sowie die Verbindung nach Paris mit aktuellen Nachrichten aufrechtzuerhalten.
Die Gazette richtete sich an die zahlreichen Nachkommen französischer Hugenotten im preußischen Exil. Sie verbreitete aber auch von König Friedrich II. selbst verfasste Mitteilungen in Richtung der damals weitgehend Französisch sprechenden deutschen Elite. Das Interessenspektrum umfasste einerseits französische, deutsche, italienische und englische Literatur, Lyrik, bildende Kunst und Musik, aber auch Medizin und Physik.
Am 5. und 12. Januar 1789 erschien in der Gazette, als erste Veröffentlichung Alexander von Humboldts, seine Übersetzung einer botanischen Abhandlung aus der lateinischen in die französische Sprache mit eigenen Anmerkungen.
Im Jahr 1792 wurde die Zeitschrift eingestellt. Ein Versuch, sie 1792/93 zu reanimieren, scheiterte an der in Deutschland verbreiteten Ablehnung des revolutionären Frankreich.